# فيكتور لياندرو
فيكتور لياندرو (بالبرتغالية: Victor) مواليد 21 يناير 1983 في البرازيل، هو لاعب كرة قدم برازيلي يلعب لنادي أتلتيكو مينيرو ومنتخب البرازيل لكرة القدم كحارس مرمى. سبق له أن لعب في كأس العالم لكرة القدم مع منتخب بلاده.

## مرحلة الشباب

### أندية لعب لها
- باوليستا

## المسيرة الاحترافية

### أندية لعب لها
- باوليستا
- غريميو بورتو أليغرينزي
- نادي أتلتيكو مينيرو

## روابط خارجية
- فيكتور لياندرو على موقع الاتحاد الدولي (مؤرشف)  (الإنجليزية)
- فيكتور لياندرو على موقع الاتحاد الأوربي (الإنجليزية)
- فيكتور لياندرو على موقع قاعدة بيانات كرة القدم.إي يو (الإنجليزية)
- فيكتور لياندرو على موقع ناشيونال فوتبول تيمز (الإنجليزية)
- فيكتور لياندرو على موقع Soccerway.com (الإنجليزية)
- فيكتور لياندرو على موقع عالم كرة القدم.نت (الإنجليزية)
- فيكتور لياندرو على موقع AS.com (الإسبانية)